# Microdevario kubotai
Microdevario kubotai är en fiskart som först beskrevs av Maurice Kottelat och Witte, 1999.  Microdevario kubotai ingår i släktet Microdevario och familjen karpfiskar. IUCN kategoriserar arten globalt som livskraftig. Inga underarter finns listade i Catalogue of Life.